# Perrierina georgiana
Perrierina georgiana är en musselart som beskrevs av Fleming 1948. Perrierina georgiana ingår i släktet Perrierina och familjen Cyamiidae. Inga underarter finns listade i Catalogue of Life.